# Metaverso

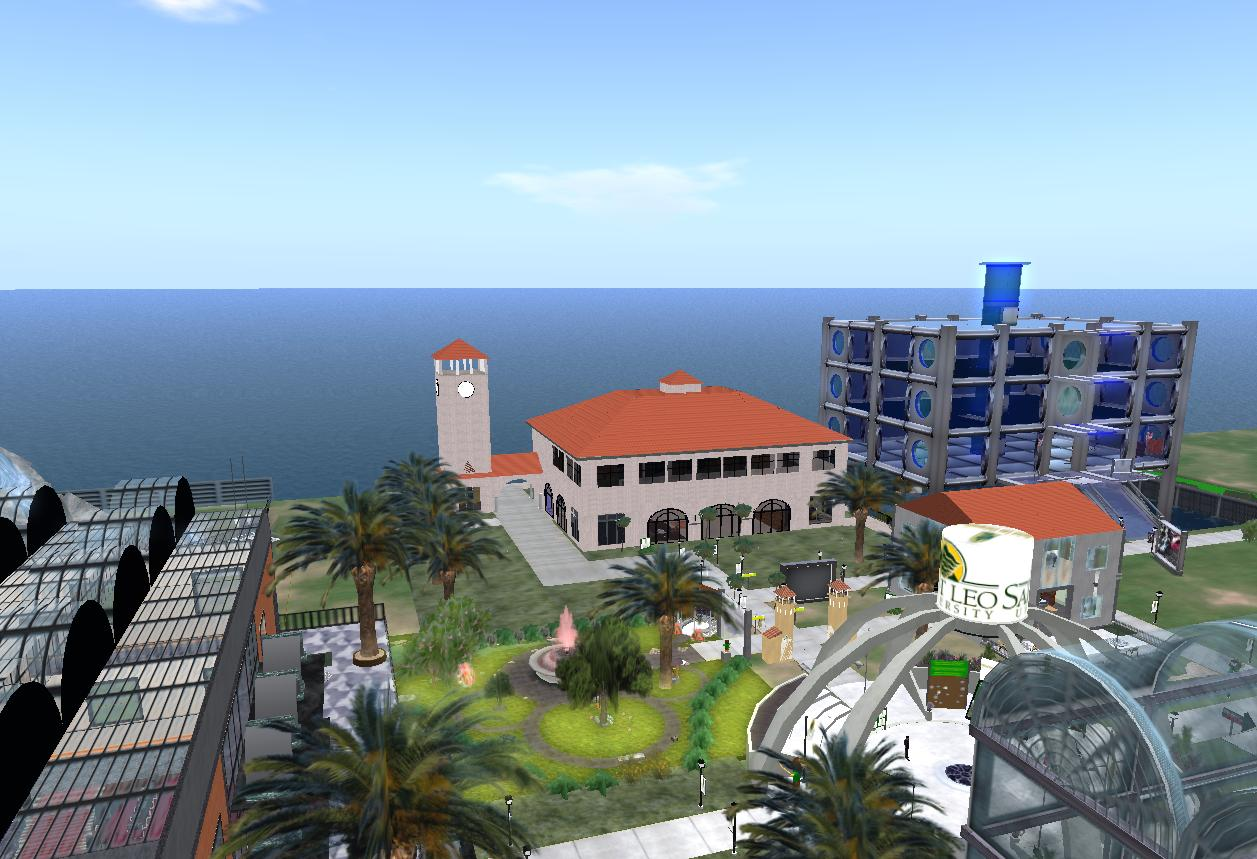
Réplica del centro de estudios localizado en el principal campus universitario de Saint Leo, Florida, realizada en Second Life, un ejemplo del metaverso.

Metaverso es un universo posrealidad, un entorno multiusuario perpetuo y persistente que fusiona la realidad física con la virtualidad digital. Se basa en la convergencia de tecnologías, como la realidad virtual (RV) y la realidad aumentada (RA), que permiten interacciones multisensoriales con entornos virtuales, objetos digitales y personas. Por  tanto, metaverso es una red interconectada de entornos inmersivos y sociales en plataformas multiusuario persistentes.
Es un entorno donde los humanos interactúan e intercambian experiencias virtuales mediante uso de avatares, a través de un soporte lógico en un ciberespacio, el cual actúa como una metáfora del mundo real, pero sin tener necesariamente sus limitaciones.
Está compuesto generalmente por múltiples espacios virtuales tridimensionales, compartidos y persistentes, vinculados a un universo virtual percibido.
En un sentido más amplio, metaverso puede referirse no solo a los mundos virtuales, sino a las experiencias multidimensionales de uso y aplicación de internet en su conjunto, especialmente el espectro que combina la web 2.0, la realidad aumentada, la tecnología de tercera dimensión y la realidad virtual.
Hasta ahora se han identificado usos aplicados de metaverso en el terreno del entretenimiento, la teleeducación, la telesalud, la telemedicina y especialmente en el campo de la economía digital, en donde comienzan a emerger nuevas formas de valor como los token no fungibles (NFT, por sus siglas en inglés).
Si bien la experiencia más exitosa y reconocida de metaverso ha sido Second Life, se espera que la corporación Meta (anteriormente conocida como Facebook, Inc.), propiedad del magnate estadounidense Mark Zuckerberg, sea la que encabece la ejecución y los nuevos desarrollos en el campo de los metaversos en los próximos años, puesto que es la compañía global que más recursos humanos y tecnológicos está invirtiendo en este campo tecnológico, incluyendo tecnología de software y hardware.
Existen también, otros proyectos relacionados con el mundo de las criptomonedas, como puede ser el caso de Decentraland, que ya tiene operativo su propio metaverso.

## Historia
El término «metaverso» tiene su origen en la novela Snow Crash publicada en 1992 por Neal Stephenson, que recrea un universo consensuado basado en nuestro propio universo. En la novela el término «metaverso» hace referencia a un mundo virtual ficticio  o un espacio virtual colectivo y compartido con frecuencia creado por convergencia y compatibilización con un aspecto de la realidad externa.  

En palabras de Neal Stephenson, el metaverso es: 
Mi idea surgió cuando me encontré con que algunas palabras existentes tales como realidad virtual eran simplemente demasiado torpes para utilizarlas" Neal Stephenson "Las palabras "avatar" (en el sentido en que es usado en esta novela) así como «metaverso», son invenciones propias que surgieron cuando ciertos términos existentes (como «realidad virtual») eran demasiado imprecisos para ser usados.
El modelo de ciudad simulada aparece en el Metaverse (Metaverso), una construcción ficticia, digital, programada a partir de código binario (a base de unos y ceros). Se trata de un «protocolo computacional gráfico» de «piezas de software».
Un año después de la publicación de la novela de Neal Stephenson, la casa editorial estadounidense Steve Jackson Games, especializada en juegos de rol, de mesa y de cartas, lanzó un MOO llamado "The Metaverse", como parte de su BBS, Illuminati Online.
En 2003 la empresa desarrolladora de software Linden Lab, presenta oficialmente su mundo de realidad virtual 3D, denominado: Second Life, un soporte lógico con experiencias inmersivas, inspiradas en el concepto de metaverso, la cual puede ser diseñada por los usuarios, quienes interactúan, juegan y hacen negocios.

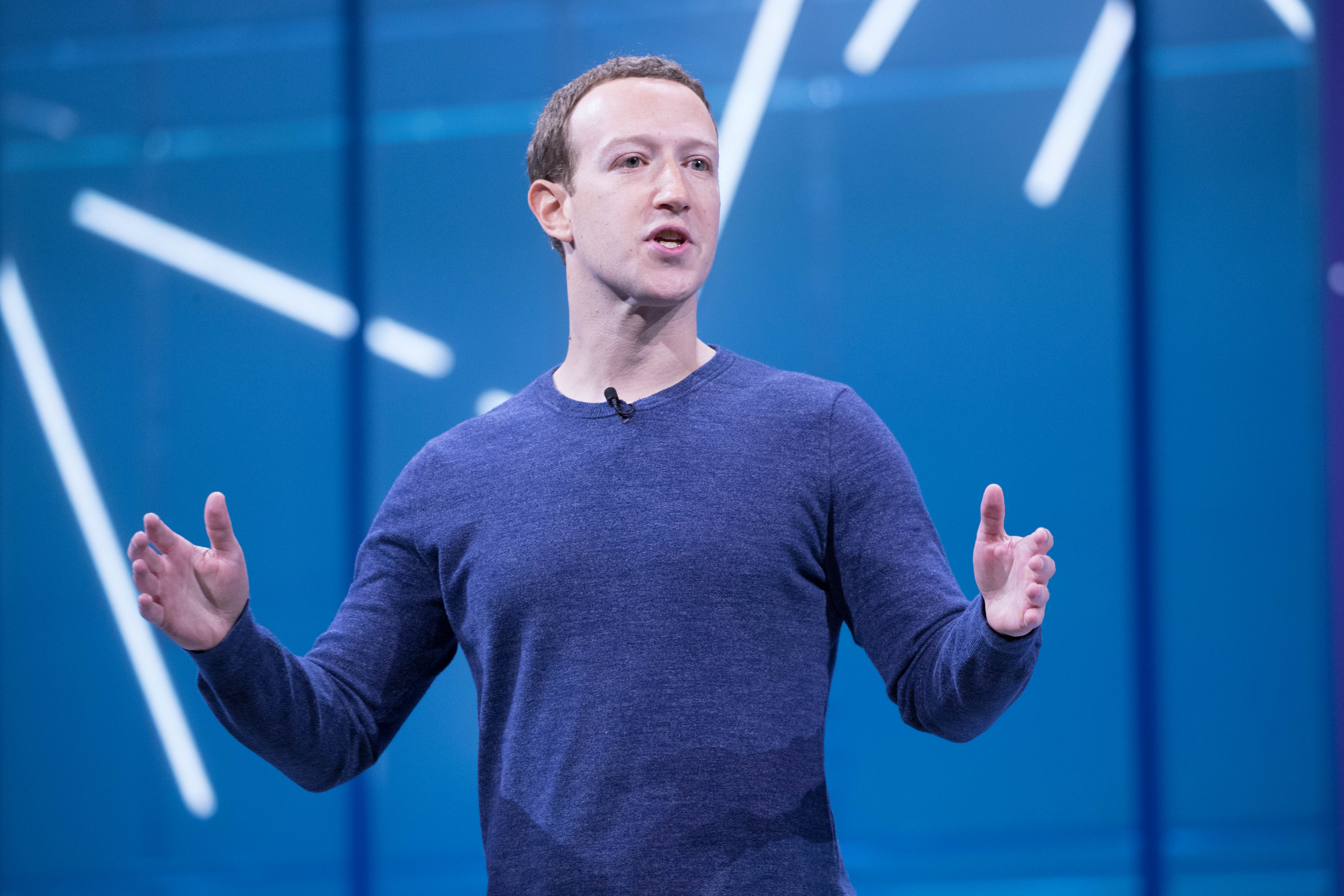
Mark Zuckerberg, CEO de Meta Platforms.

Para el otoño de 2021, el CEO de Facebook, Mark Zuckerberg, anuncia de manera oficial que los Metaversos serán parte fundamental de la visión de su compañía, al punto que decidió cambiar el nombre del corporativo a Meta.  El anuncio anticipa que en los próximos diez años, META dedicará buena parte de sus esfuerzos a la creación de un Metaverso abierto e interoperable con otras plataformas ya existentes.

## Aporte de Neal Stephenson
La novela Snow Crash, de Neal Stephenson, no solo aporta los elementos conceptuales que permiten comprender las múltiples dimensiones del concepto de metaverso, sino que propone un modelo de implantación práctica, aplicable al mundo real.
Otro de los aspectos que destacan de la obra de Stephenson es la anticipación anacrónica, ya que la escribió antes de que se pudiera poner en práctica en el ciberespacio. Es decir que, para el momento de su publicación, el concepto se podría describir como una visión de futuro no materializable en ese punto de la historia. Podría decirse que la obra que propone Stephenson define, de forma prospectiva, los mecanismos y requisitos necesarios para la implantación y consolidación de los metaversos.
En la obra de Neal Stephenson, el metaverso se presenta a sus usuarios como un entorno urbano, desarrollado en torno a una única carretera de 100 metros de ancho denominada la Calle (Street) que recorre totalmente la circunferencia de 65536 km (216 km) de una esfera perfecta de color negro, carente de detalle. 
El estado virtual pertenece a la Global Multimedia Protocol Group, que es la división ficticia de la Association for Computing Machinery, y está disponible para ser comprado, para después allí construir edificios. Al ser una realidad virtual que no tiene por qué obedecer a las leyes de la física, el tamaño y la forma de los edificios están sujetos sólo a la voluntad de quienes lo levantan (y al espacio que puedan comprar, obviamente), y es posible contratar arquitectos para que los diseñen o diseñándolos ellos mismos, si no disponen del dinero necesario o si no tienen el ánimo para hacerlo.
Los usuarios del metaverso acceden a él a través de terminales personales que proyectan una imagen de realidad virtual de gran calidad en unas gafas que utiliza el usuario, o a través de terminales públicas en cabinas, que ofrecen una imagen de baja calidad, en blanco y negro y granulada.
Stephenson también describe una subcultura de gente que prefiere estar conectada de manera continua a terminales portátiles, llevando gafas y otros equipamientos. A este tipo de personas las llaman «gárgolas», debido a su apariencia grotesca. Los usuarios viven su experiencia en primera persona.
Dentro del metaverso, los usuarios individuales aparecen como iconos (avatares) de cualquier forma, con la única restricción de la altura, "para evitar por ejemplo que la gente tenga una altura de una milla". El transporte en el metaverso está limitado a los existentes en la realidad, a pie o en vehículo (por ejemplo, el monorail, que recorre toda la Calle parando en 256 paradas exprés —Express Ports—, localizadas en intervalos de 256 km, o en paradas locales —Local Ports—, situadas a un kilómetro una de otra); quienes tengan conocimientos de programación pueden crearse vehículos propios (motocicletas por ejemplo) capaces de alcanzar velocidades enormes debido a que no están afectados por las leyes de la física o la termodinámica del mundo real.

## Características del metaverso
Edward Castronova, profesor de Economía y Telecomunicaciones en la Universidad de Indiana, ha realizado estudios acerca de los metaversos, en los cuales identifica tres características fundamentales:
- Interactividad: El usuario es capaz de comunicarse con el resto de usuarios, así como de interactuar con el Metaverso. Esto implica además que sus comportamientos pueden ejercer influencia sobre objetos u otros usuarios.

- Corporeidad: El entorno al que se accede está sometido a ciertas leyes de la física, y tiene recursos limitados. Además, dicho acceso se hace en primera persona.

- Persistencia: Aunque no esté ningún usuario conectado al metaverso, el sistema sigue funcionando y no se para. Además, las posiciones en las que se encontraban los usuarios al cerrar sus sesiones serán guardadas, para volver a cargarlos en el mismo punto cuando vuelvan a conectarse.

Si se analiza el concepto de metaverso desde un sentido más amplio que la definición de mundo virtual que le otorgó Stephenson en 1991, podemos distinguir los distintos mundos sintéticos, como pertenecientes a cuatro tipos distintos.
- Juegos y mundos virtuales: A este tipo pertenecen los más similares al comentado en la novela Snow Crash. Se trata de entornos virtuales totalmente inmersivos, en los que el usuario se sumerge en una experiencia de contacto con otros usuarios y elementos dentro de un mundo virtual. Este contacto puede estar orientado a un juego (por ejemplo World of Warcraft o Tibia), o más bien orientado al aspecto social del metaverso, como en Second Life.

- Mundos espejo: Son representaciones virtuales detalladas de uno o varios aspectos del mundo real. El ejemplo más claro es el de Google Earth, que representa la geografía mundial mediante imágenes aéreas.

- Realidad aumentada: Consisten en la aplicación de la tecnología de mundos espejo para aplicaciones reales, que solucionan ciertas situaciones en nuestra vida cotidiana. Estas herramientas expanden el mundo físico perceptible por los usuarios, estableciendo una nueva dimensión de información útil.

- Lifelogging: Engloba los sistemas que recogen datos sobre la vida cotidiana, con el fin de ser aplicados mediante estadísticas.

## CasoSecond Life

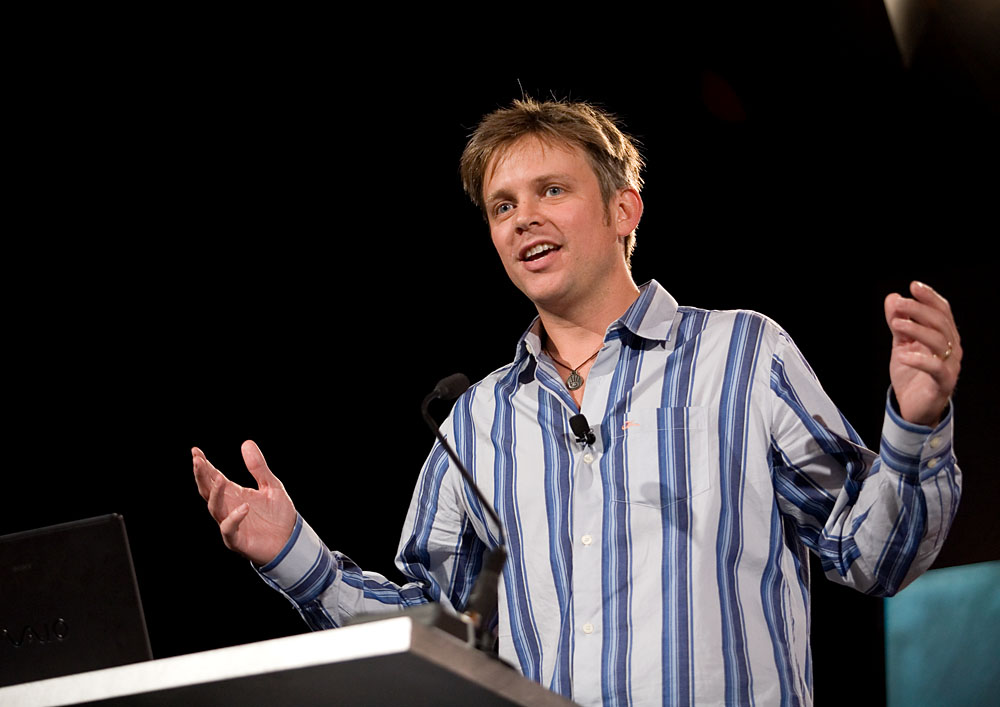
Philip Rosedale, fundador de Second Life.

Second Life (abreviado SL, en español ‘segunda vida’) es una comunidad virtual lanzada en junio de 2003, desarrollado por Linden Lab, disponible para los usuarios de forma gratuita en Internet. Sus usuarios, conocidos como «residentes», pueden acceder mediante el uso de uno de los múltiples programas de interfaz llamados viewers (visores), los cuales les permiten interactuar entre ellos mediante un avatar. Los residentes pueden así explorar el mundo virtual, interactuar con otros residentes, establecer relaciones sociales, participar en diversas actividades tanto individuales como en grupo y crear y comerciar propiedad virtual y ofrecer servicios entre ellos. SL está destinado a mayores de 18 años.
Aunque muy limitado en sus interfaces gráficas, Second Life es considerado como una de las primeras experiencias masivas del uso aplicado de metaversos o metauniversos, logrando consolidar en poco tiempo una exitosa comunidad de usuarios, con usos extendidos que van más allá del entretenimiento, consolidándose en terrenos como el de la educación. En el año 2007 se llevó adelante una muestra de arte argentino en Second Life, iniciativa de la empresa Argentonia.
Para el académico Israel Márques el estudio de las dinámicas complejas entre avatares, usuario, la plataforma de Second Life y el propio metaverso, consolidó nuevas vías de investigación para el estudio de las posibilidades y desafíos de la educación en el siglo XXI.

## Impacto en la educación
La posibilidad de una educación extramural, es decir por fuera del aula de clases, fue propuesta en la década de los años 60 por Marshall McLuhan, quien propuso el concepto de "El aula sin muros" en el texto: "El aula sin muros: investigaciones sobre técnicas de comunicación", concepto con el que propuso repensar la educación más allá de las paredes de la escuela, es decir, más allá de las instituciones formales de educación.
"Hoy en nuestras ciudades, la mayor parte de la enseñanza tiene lugar fuera de la escuela. La cantidad de información comunicada por la prensa, las revistas, las películas, la televisión y la radio, exceden en gran medida a la cantidad de información comunicada por la instrucción y los textos en la escuela. Este desafío ha destruido el monopolio del libro como ayuda a la enseñanza y ha derribado los propios muros de las aulas de modo tan repentino que estamos confundidos, desconcertados". (Carpenter y McLuhan, 1968: 235-236).
Gracias a la tecnología digital y fenómenos como la web 2.0, la realidad aumentada y la realidad virtual, existen importantes proyectos que materializan el uso de los metaversos aplicados en el campo de la educación, recogiendo muchos de los planteamientos propuestas en su momento por Marshall McLuhan, tal y como viene ocurriendo con la iniciativa presentada por el polémico empresario Mark Zuckerberg, quien decidió apostar por los metaversos, al punto que decidió cambiar el nombre de su conglomerado de Facebook por Meta.
Algunos de los posibles usos que podrían tener los metaversos en experiencias educativas son:
- Prácticas en laboratorio: experiencias inmersivas que ayudan a comprender las herramientas de las que disponen y permiten con mucha mayor seguridad realizar experimentos multipropósito.
- Eventos: acudir a exposiciones, cursos o jornadas donde la información se presenta a través de experiencias inmersivas.[28]
- Visitas a museos o empresas donde los metaversos está incorporados en los recorridos mediante información audiovisual. Los estudiantes aprenden sobre el tema de la visita al mismo tiempo que desarrollan la destreza tecnológica.
- Aprendizajes experimentales: casi todas las destrezas permiten utilizar los metaversos haciendo el contenido más atractivo. Por ejemplo, en arquitectura e ingeniería los modelos en 3D son muy útiles para los estudiantes.

## Impacto en la economía digital
En el texto Metauniversos el Internet del Futuro, el experto académico en transformación digital: Gabriel E. Levy B, afirma que uno de los mayores impactos que traerá los metaversos para la humanidad, no será necesariamente en el terreno del entretenimiento, en donde por supuesto tiene un espacio ganado por su naturaleza, sino que posiblemente el mayor impacto se dará en la economía digital, ya sea a través del creciente mercado de  los Token No Fungibles NFT, el mundo de la simulación inmobiliaria, el diseño de ciudades inteligentes, el mercado del arte digital, o simplemente el comercio minorista de cualquier tipo de producto, factor que se verá potenciado por el acelerado crecimiento de la implementación de tecnologías digitales luego de la pandemia de 2020.

De igual forma para Levy Bravo,  las compañías como Facebook (ahora Meta Platforms) o Google serán uno de los mayores potenciadores de la implementación de los metaversos, no solo por su músculo financiero, cantidad de usuarios o mecanismos de financiación, sino por la experiencia en la innovación en el sector TI, lo cual muy probablemente le permitirá  estas compañías liderar el desarrollo e implementación de las tecnologías asociadas a los metaversos, muy seguramente antes que cualquier otro centro de investigación u Organización Global, lo cual representa un gran riesgo de monopolización: 
"Debe evitarse una concentración en este mercado, pues estos desarrollos deberían servir a toda la humanidad por igual y no exclusivamente a un grupo de Silicon Valley, tal y como ocurrió con otros servicios digitales".

### El criptometaverso impulsado por blockchain
El cripto-metaverso se refiere a entornos digitales interconectados, impulsados por blockchain, donde los usuarios, representados como avatares en paisajes digitales, interactúan utilizando criptomonedas, permitiendo la compra y venta de diversos activos digitales como terrenos virtuales, objetos de avatar y otros bienes digitales. La propiedad de los activos digitales suele representarse en forma de tokens no fungibles. Las empresas utilizan el cripto-metaverso para promocionar productos y servicios y facilitar el compromiso de los consumidores con las marcas. Por ejemplo, los consumidores pueden comprar artículos digitales en Gucci Town, Vans World, Nikeland y Ralph Lauren Winter Escape en el cripto-metaverso Roblox; asistir a desfiles de moda virtuales de Dolce & Gabbana en el cripto-metaverso Decentraland; y participar en fiestas virtuales exclusivas con Snoop Dogg o Paris Hilton en el cripto-metaverso Sandbox.
Las investigaciones demuestran que la economía inmobiliaria del metaverso se asemeja a la de los bienes inmuebles físicos, alcanzando valoraciones superiores cerca de los principales puntos de referencia, propietarios famosos, direcciones memorables y calles concurridas. En diciembre de 2021, un inversor pagó 450.000 dólares por una parcela de bienes raíces digitales junto a la mansión virtual de Snoop Dogg en Sandbox. Las investigaciones muestran que los inversores del cripto-metaverso pueden clasificarse en cuatro grupos principales: los que se sienten atraídos por la estética y la identidad a través de la autoexpresión y la innovación; los que buscan conexiones sociales y compromiso con la comunidad; los que se centran en la especulación y la inversión; y los interesados en la innovación tecnológica y la disrupción En agosto de 2023, el cripto-metaverso tiene una capitalización de mercado que oscila entre los 7.000 y los 12.000 millones de dólares. Anteriormente, las proyecciones financieras variaban ampliamente: J.P.Morgan estimó en octubre de 2022 que el metaverso se convertiría en una oportunidad de 1 billón de dólares, McKinsey anticipó una valoración de 5 billones de dólares en junio de 2022, y Citigroup proyectó una oportunidad de entre 8 y 13 billones de dólares.

## Implementaciones aplicadas de los metaversos
A lo largo del tiempo, ha habido varias implantaciones en software del concepto presentado de «metaverso», con un mayor o menor grado de similitud.
- 1992 -  Neal Stephenson, publica su novela Snow Crash en donde se menciona y describe el concepto de metaverso.
- 1993 - Steve Jackson Games lanzó un MOO llamado "The Metaverse", como parte de su BBS, Illuminati Online.
- A mediados de los 90, SenseMedia creó un MOO llamado SnowMOO, también basado en Snow Crash.
- 1995 - Active Worlds, que estaba completamente basado en Snow Crash, popularizó el proyecto de crear el metaverso, distribuyendo mundos de realidad virtual capaces de implementar al menos el concepto de metaverso.
- 1998 - Se creó el mundo virtual 3D en línea "There". Los usuarios aparecen como avatares y, además del aspecto social, se pueden comprar objetos y servicios usando la moneda virtual therebucks, que pueden ser adquiridos a cambio de dinero real.
- 1998 - Blaxxun ("Black Sun Interactive") consiste en comunidades virtuales 3D que emplean tecnología VRML como Cybertown, ICity, o Jewel of Indra.
- 2003 - Linden Lab crea mundo virtual 3D Second Life. El objetivo establecido para el proyecto es crear un mundo como el metaverso diseñado por los usuarios, en el que los usuarios puedan interactuar, jugar, y hacer negocios. Se emplea la moneda virtual Linden dollars, que no solo se podrá comprar, sino también vender por dinero real, como si de una divisa real se tratase. Se usa desde una perspectiva en tercera persona, aunque está disponible una vista en primera persona. Su actual tecnología no permite la percepción foto-realista descrita en la novela Snow Crash.
- 2004 - El proyecto [Open Source Metaverse Project] comenzó en 2004 pero paró su desarrollo unos años después en vista del triunfo de Second Life.
- 2004 - IMVU comenzó como un cliente de mensajería instantánea, pero fue evolucionando y se convirtió en un mundo virtual de comunicación y juegos.
- 2005 - Solipsis es un sistema libre de código abierto, cuyo objetivo es prestar la infraestructura para un territorio virtual público.
- 2005 - The Croquet Project unió diversas iniciativas anteriores para crear un entorno de desarrollo de software de código abierto, para crear aplicaciones multiusuario intensamente colaborativas en distintos sistemas operativos y máquinas, con el objetivo de ser más extensible que las tecnologías propietarias existentes tras mundos colaborativos como Second Life. Se ha utilizado para construir mundos virtuales como Arts Metaverse. A partir de 2009 se continuó en el proyecto Open Cobalt.
- 2005 - El Proyecto Croquet unió diversas iniciativas anteriores para crear un kit abierto de desarrollo de aplicaciones multiusuario en línea.
- Tradky Software desarrolla mundos virtuales orientados a profesionales, un ejemplo de los mismos son sus Ferias virtuales, y también tiene museos y ciudades virtuales, etc.
- 2013 - El maestro de física Shawn Young crea un juego de rol en línea llamado Classcraft. Con este juego cambió la perspectiva de participación en el aula. Su intención era ayudar a sus alumnos a tener éxito en la escuela.
- 2015 - Esteban Ordano y Ariel Mielich crean el proyecto Decentraland, que es una plataforma de blockchain y metaverso que comercializa con monedas virtuales como (ETH) y (MANA).
- Varios juegos en línea multijugador pueden ser considerados como metaversos (por ejemplo el World of Warcraft o el Tibia), a pesar de que se centren en la jugabilidad más que en el aspecto social.
- 2019 - El VRM Consortium fue establecido el 24 de abril de 2019 con el objetivo de desarrollar y difundir el formato de archivo VRM para avatares 3D. Este formato facilita la interoperabilidad en el metaverso, permitiendo que los avatares 3D sean más utilizables en diversas plataformas y servicios.
- 2021-  Facebook anuncia, como visión corporativa para los próximos 10 años, que dedicará buena parte de sus esfuerzos a la creación de un metaverso abierto e interoperable con otras plataformas ya existentes, cambiando el nombre de la compañía a Meta Platforms
- 2023 - Union Avatars anuncia el primer conversor de archivo GLB a VRM de manera automática, ofreciendo así una herramienta para que los avatares puedan ser fácilmente portables a diferentes plataformas dentro del metaverso.